# Microperforation
La microperforation est la propriété de tout matériau de faible épaisseur (films plastiques ; tissus ; papier ; feuilles d'aluminium) uniformément perforé par des trous de faibles dimensions qui améliorent ses propriétés physiques, mécaniques ou tactiles. La microperforation est aussi le nom de l'opération de perforation, ainsi que de ces perforations.

## Usages
Les avantages éventuels la microperforation sont principalement de :
- permettre le passage de fluides à travers le matériau ;
- diminuer la résistance à la déchirure (Timbre-poste, emballage à ouverture facile...) ;
- améliorer l'aspect de surface (meilleure préhension, sensation tactile).

## Caractéristiques dimensionnelles
Selon les utilisations et matériaux, le diamètre des perforations est compris entre 0,05 mm à 3 mm, ce qui représente une densité de perforations pouvant aller jusqu'à 100 trous au centimètre carré.
Les trous sont ordinairement ronds.

## Procédés de microperforation
Les perforations peuvent être obtenues à l'aide de rouleaux à aiguilles (rotatives) ou par poinçonnage (avance par pas). L'opération est effectuée à froid ou à chaud, selon les matériaux. 
La microperforation laser progresse doucement en emballage. Elle permet de perforer une des couches d'un matériau complexe pour faciliter l'ouverture du produit sans créer de fuite au préalable donc en préservant la conservation du contenu. Elle nécessite une excellente maîtrise du procédé et celui-ci reste onéreux.
La fibrillation est un procédé voisin de la microperforation proprement dite : en faisant varier l'avance du matériau par rapport à celle de l'outil de perforation (rouleau), le but est d'obtenir un aspect griffé.